# Peyton Randolph
Peyton Randolph, född den 10 september 1721 i Williamsburg, kolonin Virginia, död den 21 oktober 1775 i Philadelphia, provinsen Pennsylvania, var en amerikansk politiker. Han var son till sir John Randolph och farbror till Edmund Randolph.
Randolph tog, i motsats till brodern John, tidigt del i frihetsrörelsen gentemot England och var 1774 talman både i Virginias lagstiftande församling och i första kontinentalkongressen.